# Erich Glaser
Erich Glaser (* 3. Februar 1901; † 9. Februar 1984 in Dresden) war ein deutscher Bergsteiger, Widerstandskämpfer gegen den Nationalsozialismus sowie DDR-Sportfunktionär und Konsul.

## Leben
Nach dem Besuch der Volksschule nahm er 1915 eine Lehre zum Schriftsetzer in Dresden auf, nach deren Beendigung 1919 er bis 1933 in verschiedenen Druckereien arbeitete. Danach wurde er arbeitslos.
Glaser war sportbegeistert und trat mit 16 Jahren dem Kletterklub »Enzian« und dem Sächsischen Bergsteigerbund (SBB) bei, wo er auch mehrere Jahre in dessen Samariter-Abteilung mitarbeitete. 1928 trat er dem 1895 gegründeten Touristenverein »Die Naturfreunde« (TVDN) und dessen Unterorganisation Vereinigten Kletterabteilungen (VKA) sowie der KPD bei. Im Januar 1930 wählte ihn die VKA zum 1. Vorsitzenden, wenige Monate darauf wurde er jedoch aus dem Verein ausgeschlossen, da er am Rot-Sport-Reichstreffen in Erfurt teilgenommen hatte. Da viele Mitglieder der VKA ihm die Treue hielten, erfolgte seitens des TVDN im Juli 1930 die Auflösung der VKA. Noch im gleichen Monat wurde daraufhin die Naturfreunde-Opposition – Vereinigte Kletterabteilungen e.V. (NFO-VKA) gegründet, die im September bereits 300 Mitglieder zählte und deren 1. Vorsitzender er wurde.
Seine politischen Aktivitäten führten bereits 1931 zur ersten Verhaftung wegen Zersetzungsarbeit in der Reichswehr und seiner Verurteilung durch das Reichsgericht Leipzig. Im April 1933 wurde er erneut kurzzeitig verhaftet, woraufhin er im Mai in die Tschechoslowakei emigrierte. Von Teplitz aus organisierte er die illegale Grenzarbeit, wurde allerdings dort 1935 wegen Fälschung von Pässen ebenfalls inhaftiert. Nach seiner Freilassung arbeitete er als Mitarbeiter der Deutschen Abteilung der KPD in Prag, wo er nach der Schießerei an der Schneise 31 zeitweilig für die Auslieferung illegaler Literatur nach Deutschland zuständig war.
Ab März 1938 nahm er am Spanienkrieg teil, am 23. September wurde er bei Kämpfen in der Sierra de Caballs so schwer verwundet, dass sein rechtes Bein amputiert werden musste. Nach der Flucht nach Frankreich wurde er von 1939 bis 1942 in Gurs interniert und danach nach Deutschland ausgeliefert, wo er in Dresden inhaftiert und im Dezember 1943 wegen Hochverrat vom Oberlandesgericht zu vier Jahren Zuchthaus und Ehrverlust verurteilt wurde. Anfang Mai 1945 wurde er aus dem Zuchthaus Waldheim befreit.
In Sachsen wurde er im Sommer 1945 Kaderleiter der Bezirksleitung der KPD und wirkte ab 1949 am Aufbau des Ministeriums für Staatssicherheit mit, in das er eintrat und in dem er bis 1959 tätig war. Nach einigen Jahren als Konsul in Budapest in Ungarn war er als Sportfunktionär im Deutschen Verband für Wandern, Bergsteigen und Orientierungslauf der DDR (DWBO), dessen langjähriger Präsident er wurde, tätig. Seit Oktober 1962 erhielt er die Ehrenpension für Kämpfer gegen den Faschismus.
Seinen Ruhestand verbrachte er in Dresden.

## Ehrungen
- 6. Mai 1955 Vaterländischer Verdienstorden der DDR in Silber
- Vaterländischer Verdienstorden der DDR in Gold
- Banner der Arbeit
- Medaille für Kämpfer gegen den Faschismus 1933 bis 1945
- Hans-Beimler-Medaille[4]